# Stop & Shop
Stop & Shop is een supermarktketen in de Verenigde Staten, die voornamelijk zaken doet in New England in de Verenigde Staten. De Nederlands-Belgische groep Ahold Delhaize is sinds 1995 eigenaar van Stop & Shop.

## Geschiedenis
Stop & Shop werd opgericht in 1914 in Somerville (Massachusetts) door de familie Rabinovitz onder de naam Economy Grocery Stores Company. In 1946 veranderde het bedrijf de naam in Stop & Shop, Inc.
Tegenwoordig is Stop & Shop het grootste detailhandelbedrijf in New England. Het heeft meer dan 360 winkels verspreid over New England, en ook een aantal in New York en New Jersey. Het hoofdkantoor is in Quincy (Massachusetts).
In 1995 werd Stop & Shop overgenomen door de Amerikaanse afdeling van de Nederlandse Ahold-groep. Eerder had Ahold First National Supermarkets overgenomen. Dit bedrijf was eigenaar van een supermarktketen met de naam "Edwards". Ahold veranderde deze supermarkten, om ze vervolgens zaken te laten doen als Stop & Shop supermarkten.
In 2004 voegde Ahold het Stop & Shop bedrijf samen met Giant Food LLC en vormde een nieuw bedrijf, Stop & Shop/Giant-Landover.